# 赫雷恰納 (沃洛奇斯克市鎮)
49°22′14″N 26°20′14″E / 49.37056°N 26.33722°E
赫雷恰納（羅馬化：Hrechana）是位於烏克蘭西部的村莊，由赫梅利尼茨基州裡赫梅利尼茨基區的沃洛奇斯克市鎮負責管轄。該村始建於1773年，面積1.5平方公里，海拔高度318米，2001年人口638，人口密度每平方公里425.3人。